# 岡山市立旭東中学校

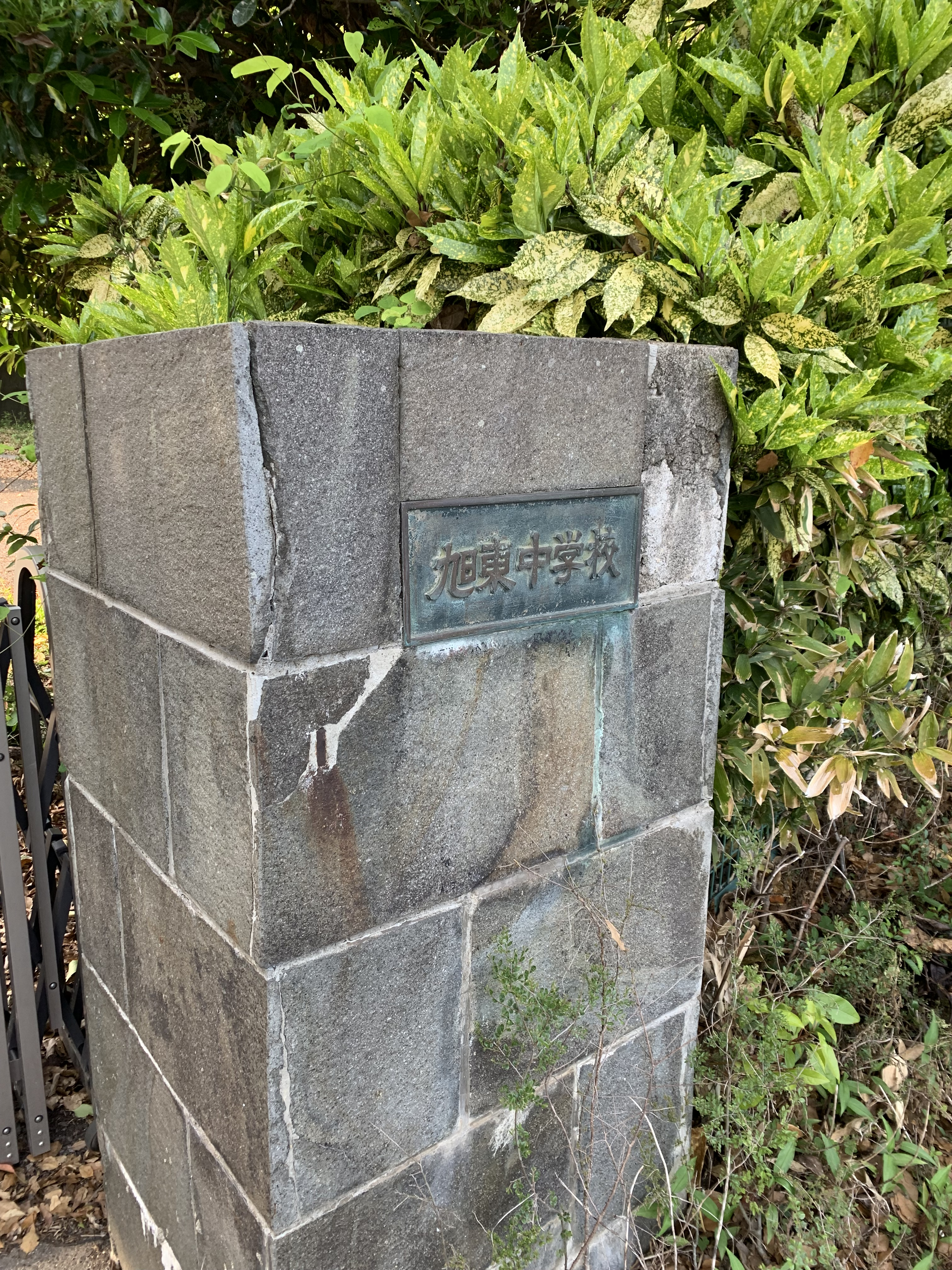
校門（2019年5月）

岡山市立旭東中学校（おかやましりつ きょくとうちゅうがっこう、英語: The Kyokuto Junior-highschool）は、岡山県の岡山市東区大多羅町にある公立中学校である。通称は「旭東（きょくとう）」。

## 沿革
- 1947年（昭和22年）： 岡山県上道郡高島村幡多村財田村古都村可知村富山村学校組合立旭東中学校として開校。[2]
- 1952年（昭和27年）4月1日 ： 富山村の岡山市合併に伴い、岡山市高島村幡多村財田村古都村可知村学校組合立旭東中学校に改称。
- 1953年（昭和28年）2月1日 ： 古都村、可知村の西大寺市制への参加と財田村の町制施行に伴い、岡山市西大寺市高島村幡多村財田町学校組合立旭東中学校に改称。
- 1953年（昭和28年）4月1日 ： 岡山市のうち旧富山村の区域を岡山市立操南中学校の学区に変更[3]。
- 1954年（昭和29年）4月1日 ： 高島村、幡多村、財田町の岡山市合併に伴い、岡山市西大寺市学校組合立旭東中学校に改称。
- 1969年（昭和44年）2月18日 ： 西大寺市の岡山市合併に伴い、岡山市立旭東中学校に改称。
- 1971年（昭和46年） ： 岡山市立竜操中学校が分離される。

## 校訓
- 賢明・敬愛・健康

## 学校行事
- 4月 - 入学式
- 5月 - 1年生 玉野研修、2年生 職場体験、3年生 修学旅行
- 9月 - 体育大会
- 10月 - 合唱コンクール、合唱祭
- 11月 - 2年生 広島研修
- 3月 - 卒業式

## 通学区域
- 岡山市立芥子山小学校区[4]
  - 岡山市東区松新町全域
  - 岡山市東区大多羅町全域
  - 岡山市東区目黒町全域
  - 岡山市東区可知三丁目4番地～7番地、13番地～17番地
  - 岡山市東区可知五丁目
  - 岡山市東区西大寺松崎
  - 岡山市東区富士見町一丁目
  - 岡山市東区広谷
  - 岡山市東区西大寺中野898番地～960番地
- 岡山市立可知小学校区
  - 岡山市東区益野町
  - 岡山市東区可知一丁目
  - 岡山市東区可知二丁目
  - 岡山市東区可知三丁目1番地～3番地、8番地～12番地
  - 岡山市東区可知四丁目
  - 岡山市東区中川町
- 岡山市立古都小学校区
  - 岡山市東区宍甘
  - 岡山市東区矢津
  - 岡山市東区古都宿
  - 岡山市東区藤井
  - 岡山市東区鉄
  - 岡山市東区古都南方

## 部活動
- バレーボール部
- バスケットボール部
- 陸上競技部
- ソフトテニス部
- 卓球部
- 女子ソフトボール部
- サッカー部
- 野球部
- 柔道部
- 剣道部
- バドミントン部
- 吹奏楽部
- 美術部
- 社会部
- 茶道部
- 放送部
- ボランティア部

## 著名な出身者
- 和希そら - 元宝塚歌劇団雪組男役
- 竹原直隆 - 元プロ野球選手
- 水川かたまり - お笑い芸人
- 鈴鹿央士 - 俳優

## 交通
西日本旅客鉄道（JR西日本）赤穂線 (大多羅駅)から徒歩すぐ。

## 通学区域が隣接している学校
- 岡山市立上道中学校
- 岡山市立西大寺中学校
- 岡山市立富山中学校
- 岡山市立竜操中学校